# كاثرين هاردويك

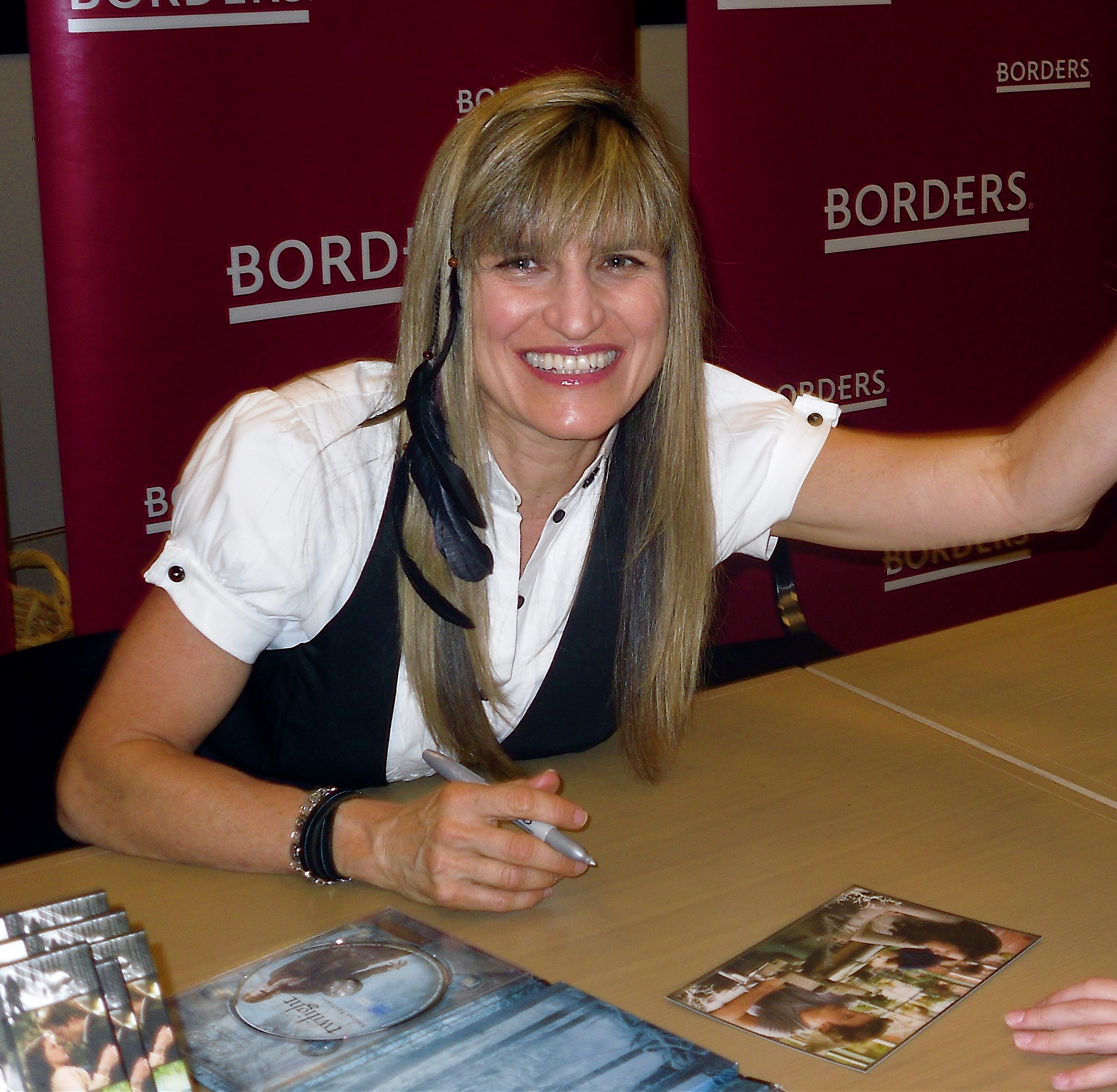
كاثرين هاردويك في 2009

كاثرين هاردويك (بالإنجليزية: Catherine Hardwicke) ولدت في كاميرون، في تكساس، لجيمي ألبرت جون بنيامين هاردويك، بعد أن أنهت تعليمها في تكساس، فازت بجائزة على فيلم قصير أخرجته اسمه
"puppy does the gumbo".
بدأت هاردويك حياتها المهنية كمهندسة معمارية. بحلول الـ 90، بدأت العمل كمصممة فنية في أفلام مختلفه مثل: "فيلم تمثال"، "قنبلة على دبابة"، "يومان بجزيرة إل" "اولاد نيوتن" "ثلاثة ملوك" وفي سنة 2001 اشتركت مع المخرج كاميرون كرو والممثل توم كروز في فيلم "vanilla sky".
فيلم هاردويك الأول هو فيلم "ثلاثة عشر" الذي أخرج في سنة 2003. هاردويك ونيكي ريد تشاركوا في كتابة سيناريو لفيلم الذي يعرض حياة ريد بعمر 13. في سنة 2005 اخرجت فيلم "حكام دوغ تاون" الذي يشرح ثقافة الواح التزلج، في سنة 2006 اخرجت فيلم "قصة ميلاد يسوع" وفي سنة 2008 أخرجت فيلم "الشفق" الذي أسس على الكتاب الأكثر مبيعاً لستيفاني مئير. في سنة 2011 أخرجت فيلم "قمر أحمر"، الذي أسس على القصة المشهوره "ليلى الحمراء" للإخوان چريم.
في سنة 2013 أخرجت فيلم الدراما المثيرة «فلاش» للنجمين ايميلي براونينچ وكام جيجندا.